# Miron Winslow
Reverendo ‘’’Miron Winslow’’’ (1789-1864) (* Williston, Vermont,  EUA, 11 de Dezembro de 1789 † Cidade do Cabo, Cabo  da Boa Esperança, África do Sul, 22 de Outubro de 1864) foi missionário e membro  do Conselho Americano dos Encarregados pelas Missões Estrangeiras na missão americano do Ceilão, atual Sri  Lanka, onde fundou uma missão na cidade de Oodooville e um  seminário.  Foi também fundador de uma missão na cidade de  Madras.
Publicou inúmeros livros, destacando-se, História das  Missões e um dicionário bilíngue tamil-inglês, e um léxico Tamil-Inglês  que levou vinte anos de trabalho missionário para compilar  sessenta e sete mil vocábulos em Tamil.  Esta obra foi baseada  pelo menos parcialmete num material manuscrito pelo pastor  Joseph Knight, da Sociedade Missionária de Londres, e do Reverendo Samuel  Hatchings, da missão americana, e foi considerado o dicionário  mais completo de uma língua moderna indiana publicada naquela  época.

## Biografia
Era filho de Anna Kellogg e Nathaniel Winslow.  Aos quatorze anos, começou sua carreira como vendedor tendo estabelecido um negócio na cidade de Norwich, Connecticut.  Ao se converter, ele tinha a convicção de que ele precisava pregar o evangelho para nações não evangelizadas, portanto, ele modificou seus planos de carreira e se entregou ao serviço do Cristo entre os pagãos.  Estudou no Colégio Middlebury em 1813 e no Seminário Teológico de Andover em 1818. 
Em 19 de Janeiro de 1819 se casou com Harriet W.  Winslow († 14 Jan 1831), filha de Charles Lathrop, de  Norwich, com a qual teve seis filhos.  
Em 23 de Abril de  1833, casou-se pela em segundas núpcias com Catherine  Waterbury Carman († 23 Set 1837), irmã do Reverendo J. B.  Waterbury, e tiveram um filho. Em 2 de Setembro de 1838 casa-se em terceiras núpcias  com Anne Spiers († 20 Jun 1843), de Madras, neta do Lorde  Dundas da Inglaterra.  Com ela ele teve três filhos.
Em 12 de Março de 1845 ele se casa em quartas núpcias  com Mary W. Billings Dwight († 20 de Abril de 1852), viúva do  Reverendo R. O. Dwight. Em 20 de Maio de 1857 se casa em quintas núpcias com  Ellen Augusta Reed, de Boston. 

## A Missão na Índia
Foi ordenado pastor em 4 de Novembro de 1818 na Igreja  do Tabernáculo, Salem, Massachusetts, junto com outros  missionários.  Em 8 de junho de 1819 eles embarcaram para   Boston, seguindo de navio para a Índia, onde, depois de uma  viagem de cinco meses, em 14 de Dezembro de 1819, eles chegaram a Calcutá.  Daí eles  partiram para o Ceilão, onde ele passou a residir na cidade de  Oodooville, em 7 de Julho de 1820. 
Aqui ele fundou uma  missão onde passou dezesseis anos em labores evangélicos.  Em  18 de Agosto de 1836 se transferiu para Madras,  fundando aí também importante missão.  Em setembro de 1836 ele se juntou a John Scudder Sr., primeiro missionário médico estadunidense na Índia.  Em 1855, ele visitou os Estados Unidos, porém, retornou em 1858.  Permanecendo em Madras até agosto de 1864, quando decidiu retornar para os Estados Unidos por motivo de saúde. 
Durante a missão que ocupou em Madras, ele fundou um Colégio de Inglês, ou colégio para nativos, do qual se  tornou presidente, contando com várias centenas de alunos.  Foi  também superintendente de várias escolas locais.  Devido aos  acúmulos de funções, ele aos domingos era obrigado a fazer dois  sermões.  Uma quantidade imensa de impressos foram realizados  pela missão durante esse período.
Mais de 220 milhõs de páginas  das Escrituras e quase 400 milhões de páginas com trabalhos  religiosos e miscelâneos foram impressos na Imprensa de Madras  por esta missão. Ele morreu aos setenta e quatro anos, em sua viagem de volta da Índia para os Estados Unidos, no Cabo da Boa Esperança, África do Sul, em 22 de Outubro de 1864, dois dias depois da chegada à Cidade do Cabo.

## Obras
- Seu primeiro trabalho foi uma História das Missões, uma obra com 432 páginas, publicada em 1819, em Andover, Massachusetts.
- Livro de Memórias da Sra. Harriet L. Winslow.
- Dicas sobre as Missões, publicado em Nova York.
- Inúmeros sermões, correspondências e discursos
- Tradução da Bíblia para o tamil
- Grande Léxico do Idioma Tamil, dedicou 25 anos de sua vida à  essa obra.  A obra continha mil páginas, sessenta e oito mil  palavras traduzidas para o inglês, das quais a metade foi  originalmente compilada pelo autor.  O dicionário contém os nomes  de deuses, heróis, poetas, termos científicos e histórias  mitológicas.  A obra foi publicada em Madras, em 1862.

## Família
- Gordon Winslow (* 1805 † 7 Jun 1864), irmão
- Hubbard Winslow (* 30 Out 1799 † 13 Ago 1864), irmão
- Nathaniel Winslow () pai
- Charles Lathrop, filho, (* 12 Jan 1821 † 24 Mai 1832)
- Harriet Maria, filha (28 Fev 1822 † 27 Nov 1825)
- Joana, filha (* 5 Fev 1825)
- George Morton, filho, (* 12 Mai 1827 † 15 Ago 1828)
- Harriet Lathrop (* 19 Abr 1829 † 1 Set 1861)
- Eliza Coit, filha, (* 4 de Jan 1831 † 11 Ago 1861)
- Catherine Waterbury, filha com a segunda esposa, (* 2 Fev 1837 † 29 Set 1837)
- Charles, filho com a terceira esposa, (* 5 jun 1839)
- Miron Jr, filho com a terceira esposa, (* 28 Ago 1840)
- Archibald Spiers (* 10 jun 1843 † 11 Ago 1845)